# Rathaus Buer

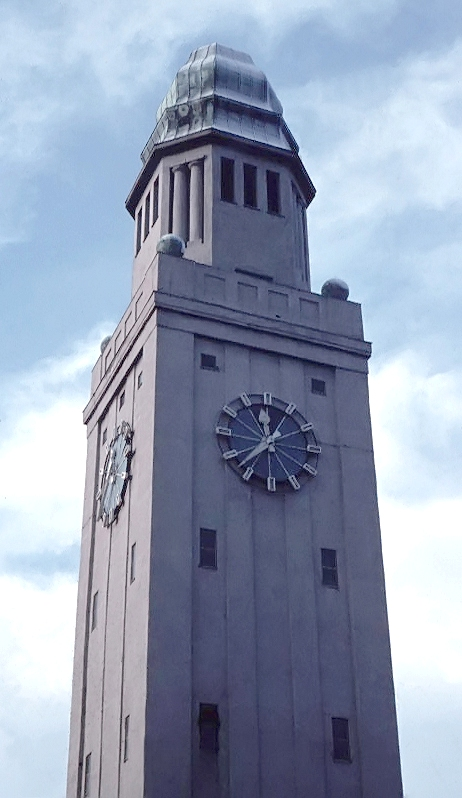
Rathausturm

Das Rathaus Buer befindet sich im heutigen Stadtteil Buer von Gelsenkirchen. Es wurde 1912 eingeweiht und ist heute das technische Rathaus der Stadt Gelsenkirchen.

## Geschichte
1909 wurde ein Architektenwettbewerb beschlossen, jedoch alle 62 Entwürfe verworfen. So musste Mitte 1909 der Regierungsbaumeister Peter Josef Heil mit Entwurf und Leitung beauftragt werden. Auch seine Pläne wurden wieder geändert und um einen großen Anbau erweitert. Im Juni 1910 wurde mit dem Bau begonnen und dieser im September 1912 eingeweiht. Es entstanden über 100 Räume und vier Sitzungssäle.
Erster Bürgermeister war Dr. Carl Russel. 1952/53 wurde der östliche Anbau errichtet. 1988 wurde das westliche, alte Rathaus samt Turm unter Denkmalschutz gestellt.
2018 wurde ein wichtiger Knotenpunkt im Nahverkehr in Gelsenkirchen in Betrieb genommen.
Das Gebäude soll ab 2022 saniert werden.

## Rathausturm
- Einweihung: 21. September 1912
- Anbau: 1952/53
- Renovierung: Vorplatz (2003)
- Architekt: Regierungsbaumeister Heil
- Baukosten: 1,17 Millionen Goldmark
- Stockwerke: 6
  - Kellergeschoss (aus Kassettenputz)
  - Sockelgeschoss (aus Basaltlava)
  - Erdgeschoss (aus Kassettenputz)
  - 1. und 2. Obergeschoss (aus Kassettenputz)
  - Dachgeschoss (aus Kassettenputz)
- Höhe: 63,72 Meter
  - Anzahl der Stufen (gesamt): 278
  - Anzahl der Stufen vom Eingangsniveau der Hofseite: 263

Der Turm und der Paternoster sind Baudenkmale und können unregelmäßig bestiegen/genutzt werden (Tag des offenen Denkmals).
Die Kupferhaube ist ein typisches Kennzeichen der wilhelminischen Epoche.